# Niederländische Kriegsgräberstätte Lübeck

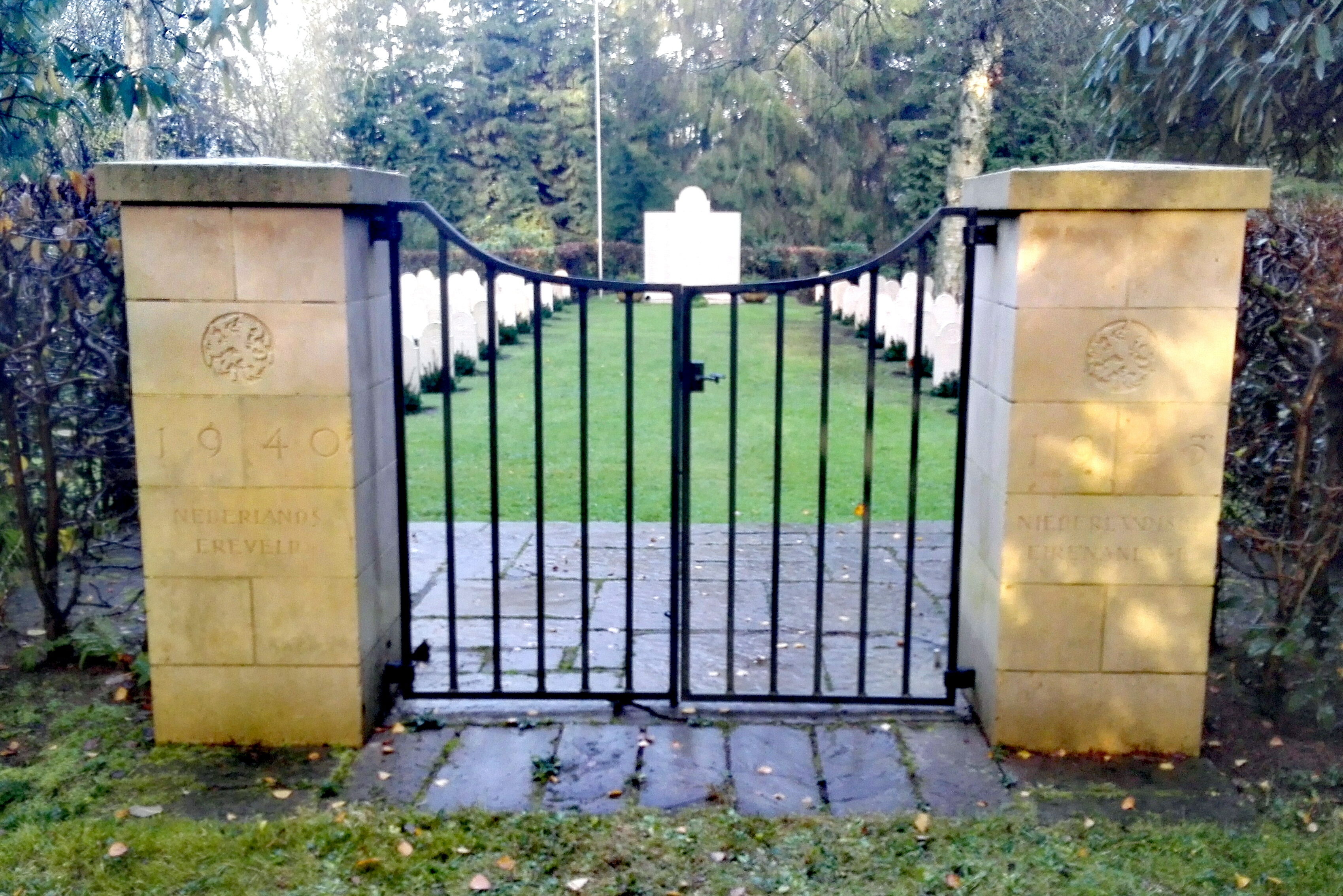
Niederländische Kriegsgräberstätte Lübeck

Die Niederländische Kriegsgräberstätte Lübeck (auf Niederländisch: Nederlands Ereveld Lübeck oder Erebegraafplaats Lübeck) befindet sich innerhalb des Vorwerker Friedhofs, der an der Friedhofsallee im Norden der Hansestadt Lübeck in Deutschland liegt. Das niederländische Ehrenfeld liegt, vom Eingang 3 in der Friedhofsallee aus gesehen, in Block 37 des Friedhofs, in der Nähe des Fackenburger Landgrabens. 

## Opfer

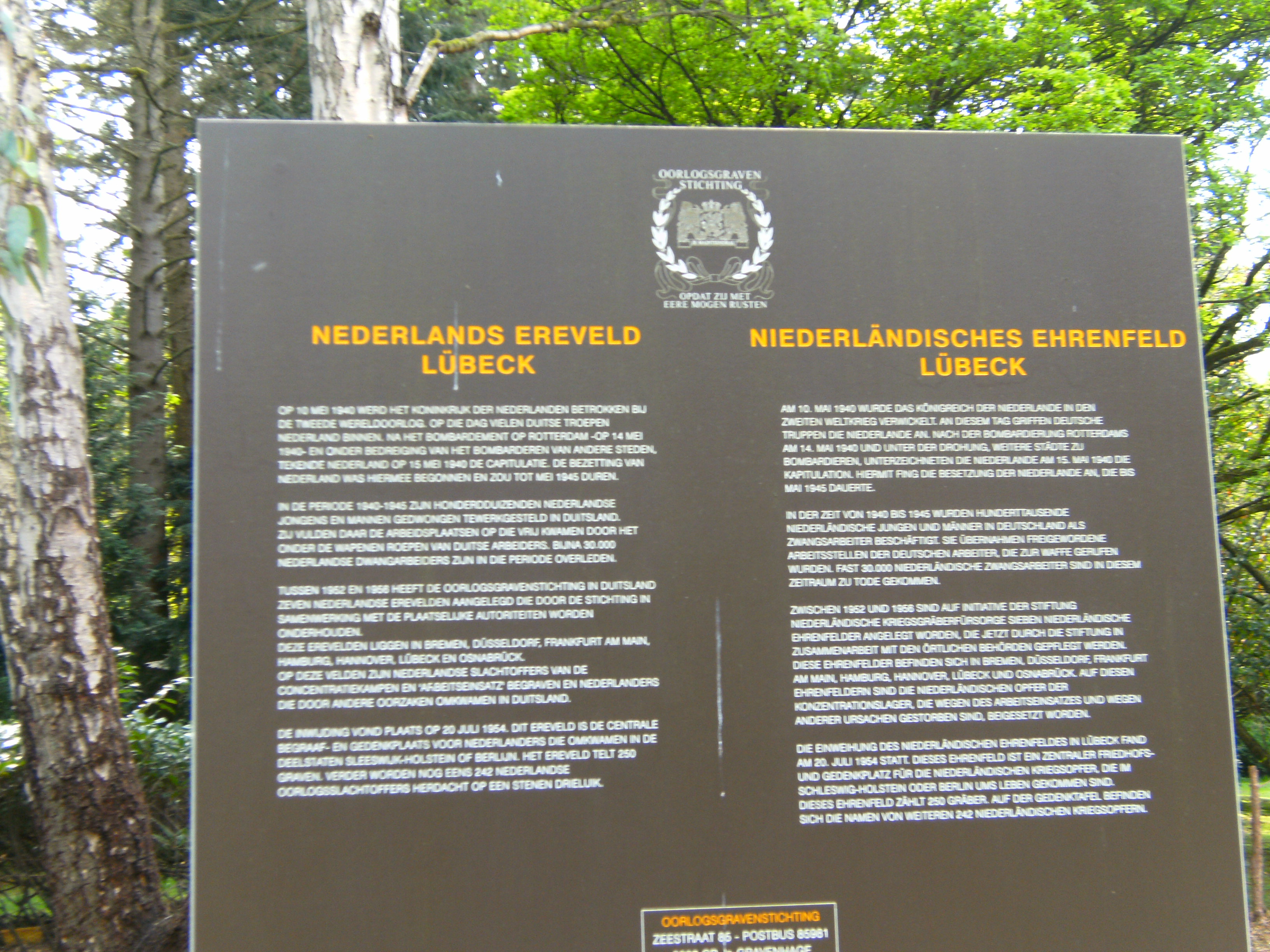
Informationstafel zur Niederländischen Kriegsgräberstätte Lübeck, die sich innerhalb des Vorwerker Friedhofs befindet.

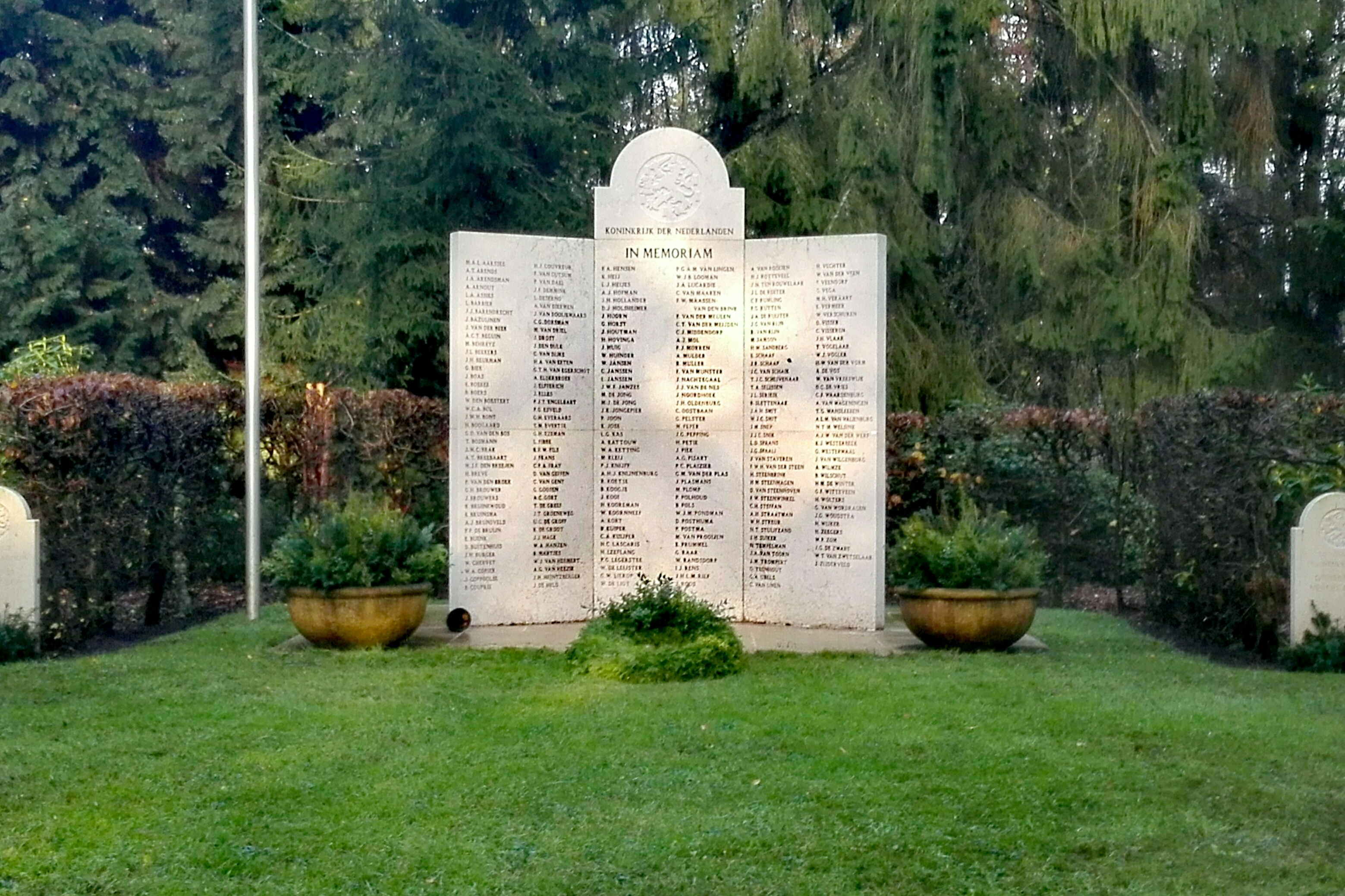
Dreiflügeliges Monument mit Namen der 242 weiteren niederländischen Kriegsopfern.

Nach der Besetzung der Niederlande im Mai 1940 wurden Hunderttausende niederländischer Jungen und Männer von 1940 bis 1945 als Ersatz für die zum Krieg eingezogenen deutschen Arbeitskräfte als Zwangsarbeiter eingesetzt. Während dieses Einsatzes starben fast 30.000 Niederländer. In Deutschland wurden von 1952 bis 1958 von der Stiftung der Niederländischen Kriegsgräberfürsorge dezentral sieben Kriegsgräberstätten angelegt. 
In den Gräbern der Niederländische Kriegsgräberstätte Lübeck sind die niederländischen Toten aus Schleswig-Holstein und Berlin beigesetzt, die in Konzentrationslagern, durch NS-Zwangsarbeit und beim sogenannten Arbeitseinsatz starben. In der Kriegsgräberstätte selber ruhen 250 niederländische Opfer, die während des Zweiten Weltkrieges umkamen. Auf den Gedenktafeln eines dreiflügeligen Monuments wird auch namentlich der 242 niederländischen Opfer gedacht, die umkamen, von denen man aber nicht weiß, wo sie begraben sind. Eine Namensliste der im Zweiten Weltkrieg gestorbenen niederländischen Opfer liegt vor.

## Gestaltung

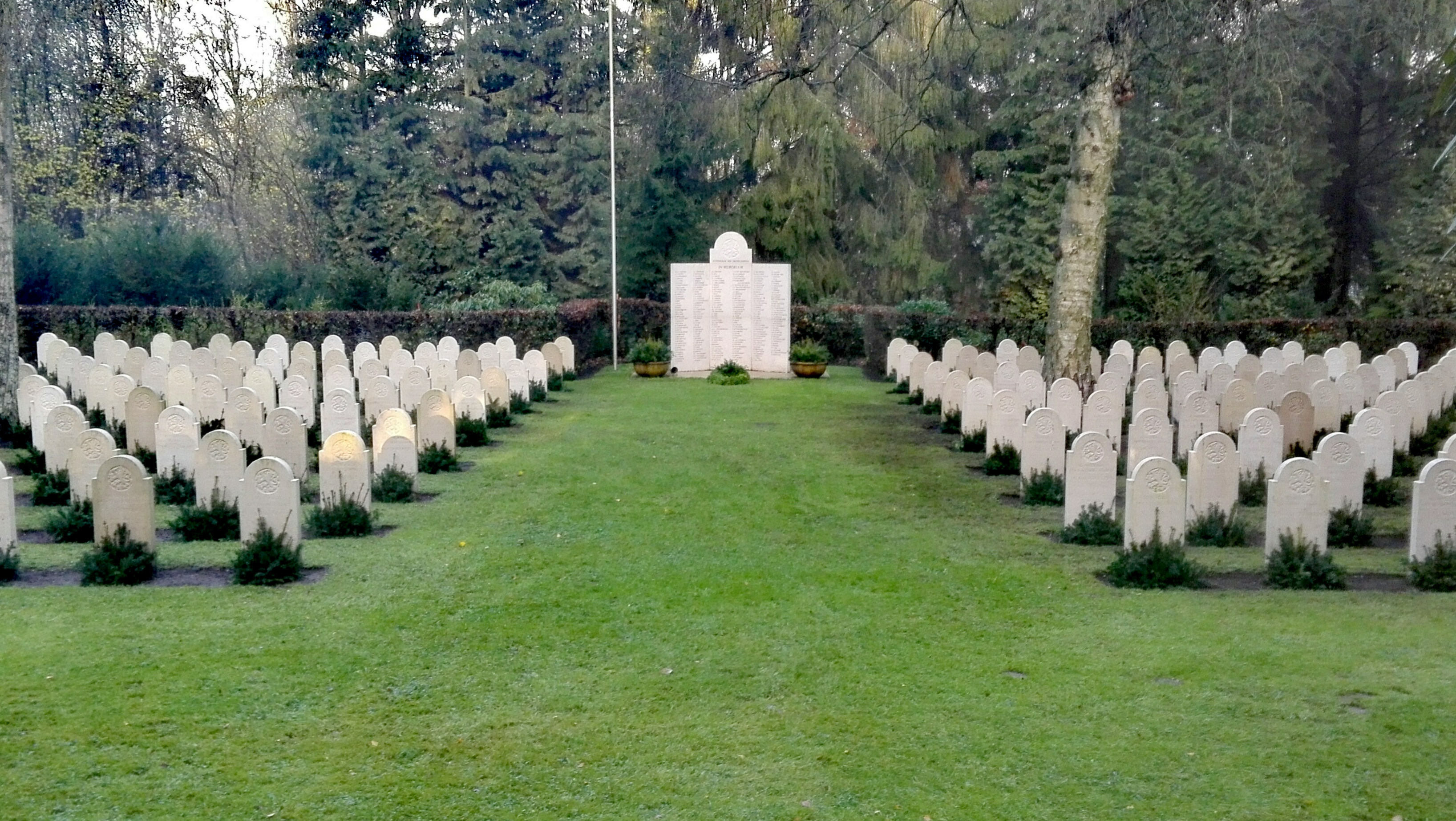
Erebegraafplaats Lübeck (Gräber und Monument)

Die Kriegsgräberstätte ist von einer Hecke umgeben. Der Zugang erfolgt durch ein eisernes Tor. An der Rückseite des Tores ist ein Briefkasten angebracht, in dem das Namenbuch und das Besucherbuch für Angehörige enthalten sind. Zwei Gräberfelder sind durch einen grünen Mittelgang getrennt. Der Mittelgang führt auf das dreiflügelige Monument mit den verstorbenen, nicht hier beigesetzten Opfern.

## Gräberbesuch und Erinnerung

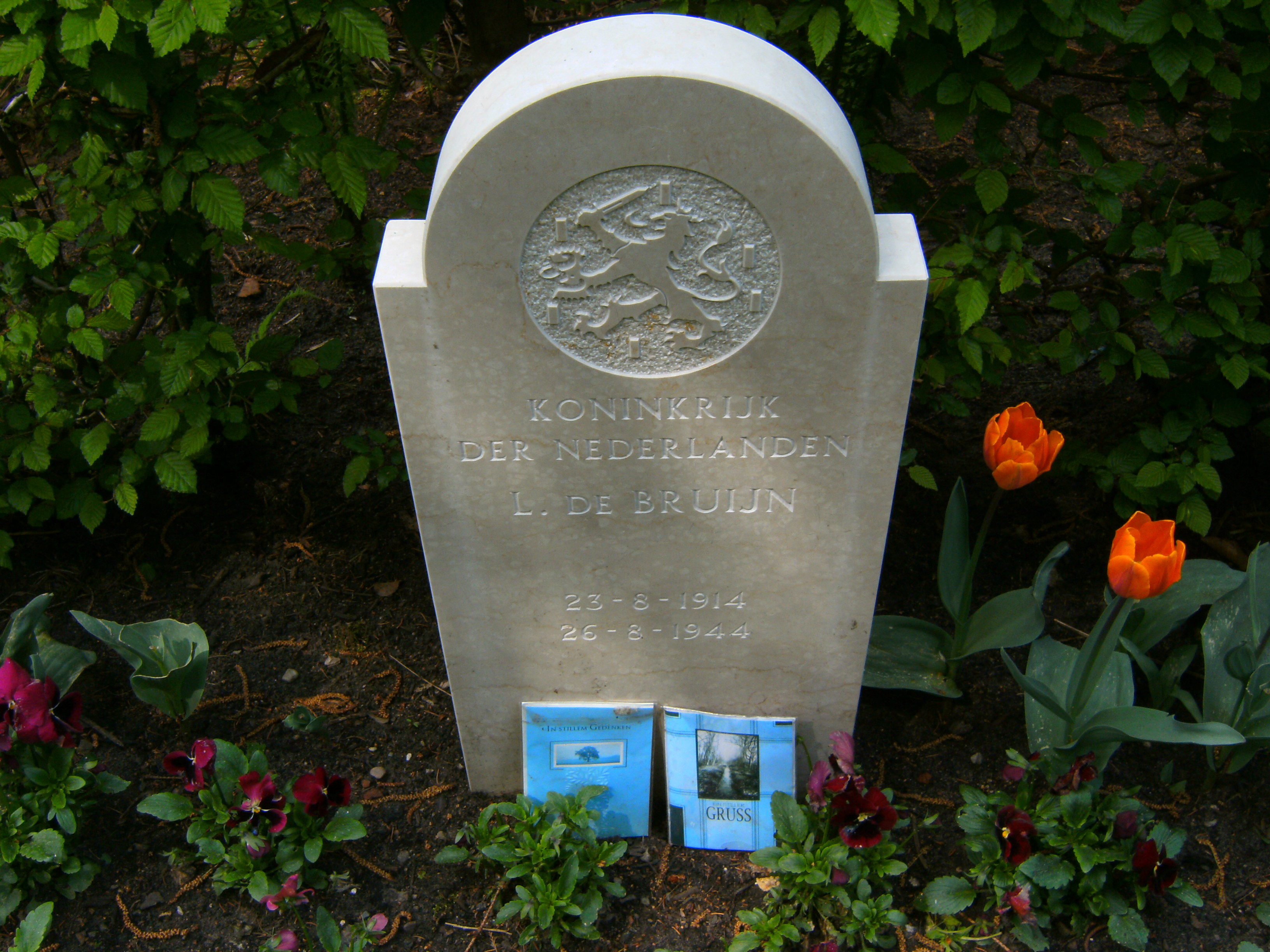
Niederländischen Kriegsgräberstätte Lübeck, die sich innerhalb des Vorwerker Friedhofs befindet. Erinnerung.

An die Verstorbenen wird durch Erinnerungszeichen am Grabstein und durch Dokumentation zum Lebenslauf im Internet gedacht.